# Loga-Rythme
Pour l’article ayant un titre homophone, voir Logarithme.
 (octobre 2024).
Si vous disposez d'ouvrages ou d'articles de référence ou si vous connaissez des sites web de qualité traitant du thème abordé ici, merci de compléter l'article en donnant les références utiles à sa vérifiabilité et en les liant à la section « Notes et références ».
En pratique : Quelles sources sont attendues ? Comment ajouter mes sources ?
Loga-Rythme était une société discographique française spécialisée dans l'édition de CD reprenant génériques et bandes originales de dessins animés. Loga-Rythme fut lancé en 2000 par Yves Huchez, et a déposé le bilan en 2005. Le débat lancé sur la bande originale des Mondes Engloutis explique en partie la difficulté pour pérenniser la santé d'un label de musique de film/dessin animé.
La structure s'est renommé Loga-Production et gère le site de vente La Boutique Manga.
L'éditeur s'est mis un point d'honneur à ne sortir que des musiques et des génériques remastérisé(e)s, contrairement à ce qui se fait chez ses concurrents. Voici la liste des titres sortis par l'éditeur :
- Les succès Saban volume 1 (18 génériques dont Goldorak, Inspecteur Gadget...)
- Les succès Saban volume 2 (18 génériques dont Ulysse 31, Jayce, les cités d'or...)
- Les succès Saban volume 3(22 génériques dont Dallas, Starsky et Hutch...)
- Les succès IDDH volume 1 (23 génériques dont Cobra, Tom Sawyer, Lady Oscar...)
- Les succès IDDH volume 2 (23 génériques dont Bouba, Albator 84, Signé Cat's eyes...)
- Les années la 5 volume 1 (18 génériques dont Olive et Tom, Max et cie, Embrasse-moi Lucile...)
- Les années la 5 volume 2 (18 génériques dont Princesse Sarah, Jeanne et Serge, Creamy...)
- Les Années 90 (14 génériques dont les enfants du capitaine Trapp, Erika, Tommy et Magalie...)
- Il était une fois l'homme (bande originale de Yasuo Sugiyama)
- Il était une fois l'espace (bande originale de Michel Legrand)
- Il était une fois la vie (bande originale de Michel Legrand)
- Les mondes engloutis (bande originale de Vladimir Cosma)
- Saint Seiya/ les chevaliers du zodiaque, volumes 1 à 4 (bande originale de Seiji Yokoyama)
- Dragon Ball (bande originale de Shunsuke Kikuchi)
- Dragon Ball Z (bande originale de Shunsuke Kikuchi)
- Candy (bande originale de Takeo Watanabe)
- Albator 84 (bande originale de Shunsuke Kikuchi)
- Albator 84, l'Atlantis de ma jeunesse (bande originale de Toshiyuki Kimori)
- Ken le survivant, volumes 1 et 2 (bande originale de Nozomi Aoki)
- Ken, le film (bande originale de Katsuhisa Hattori)
- Ken 2 (bande originale de Nozomi Aoki)
- Les mystérieuses cités d'or (bande originale de Haim Saban et Shuky Levy réorchestrée par Yannick Rault)
- Ulysse 31 (bande originale de Haim Saban, Shuky Levy, Denny Crockett et Ike Egan)
- X-Or (bande originale de Michiaki Watanabe et Akira Kushida)
- Tom Sawyer (bande originale de Katsuhisa Hattori)
- Conan le fils du futur (bande originale de Shin'Ichiro Ikebe)